# Хатайспор
Хатайспор Кулюбю (на турски:Hatayspor Kulübü или на турски: Atakaş Hatayspor) или просто Хатайспор, е турски професионален футболен клуб, от град Антакия, вилает Хатай. Те играят домакинските си мачове на  „Новият Хатай“ в Антакия с капацитет 25 000 места.

## История
Хатайспор е основан от местното правителство през пролетта на 23 юни 1967 година, като част от програма за борба с лошите навици на младите хора и привличане на публиката към спортни състезания. Отборът е създаден чрез сливането на „Куртулушспор“, „Еснафспор“ и „Рейханлъ Генчлерспор“. Бордото и бялото стават основните цветове на отбора, символизиращи благородството и чистотата, а зеленият дафинов лист, избран за символ на клуба, означава желанието за мир. Основатели на клуба са Разик Газел (президент), Орхан Аксую (вицепрезидент), Фатих Хокаоглу (административен директор) и Хюсну Хатайли..
На 9 февруари 2023 г., след серия от земетресения, ръководството на клуба обявява оттеглянето си от турското първенство.

## Успехи
- Турска Суперлига
  - 6-то място (1): 2020/21
- Купа на Турция
  - 1/4 финал (1):' 2018/19
- Първа лига
  -  Победител (1): 2019/20
- Втора лига
  -  Победител (4): 1969/70 (червена група), 1989/90 (3 група), 1992/93 (3 група), 2017/18 (червена група),
- Трета лига
  -  Победител (2): 2008/09 (5 група), 2011/12 (3 група)

## Български футболисти
- Страхил Попов: 2020/21 - (57 мача - 0 гола)